# Ilmakovka
Ilmakovka (en rus: Ильмаковка) és un poble del krai de Primórie, a l'Extrem Orient de Rússia, que en el cens del 2010 tenia 131 habitants.